# Chitară cu 12 corzi

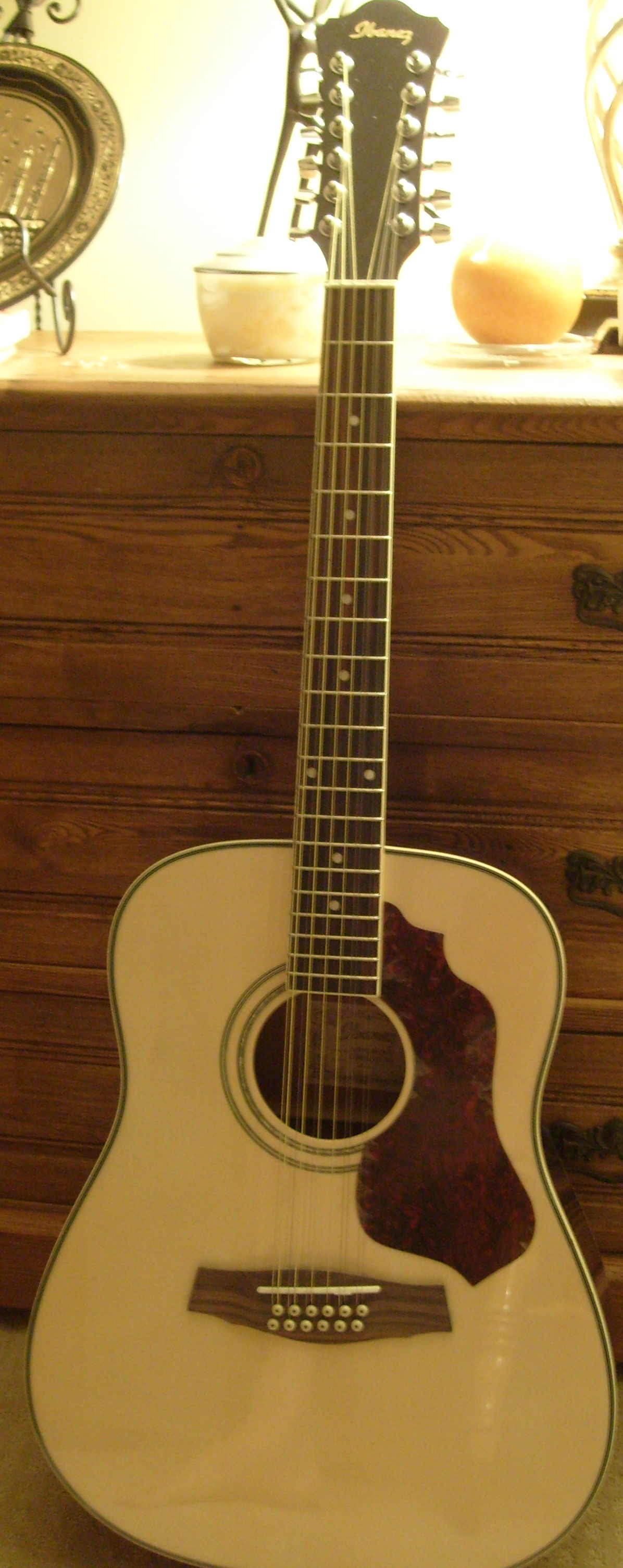
Chitară acustică cu 12 corzi.

Chitara cu 12 corzi (cunoscută și ca double six), este un tip special de chitară deoarece ficare coardă din cele 6 are alăturată o alta, acordată la octava superioară cu excepția primelor două, acordate la unison . 
Timbrul acestei chitare este foarte plin și, de obicei se pretează la rolul de acompaniament, chiar dacă există si exemple de folosire ca solist: un exemplu, foarte cunoscut, e reprezentat de pasajul introductiv al cântecului Wish You Were Here a trupei rock Pink Floyd, în care o chitară cu 6 corzi face acompaniamentul în timp ce chitara cu 12 corzi efectuează partea solistică. 
Huddie William Ledbetter, mai bine cunoscut ca Leadbelly a fost primul care a promovat chitara cu 12 corzi în perioada 1930- 1950. 
Câtiva muzicieni (un exemplu ilustru e chitaristul American Leo Kottke, dar si Jimmy Page) o folosesc la fel de mult sau chiar mai mult decât chitara cu 6 corzi; in 1969 Kottke a înregistrat un disc numit 6&12 String Guitar în care scoate în evidentă foarte mult acest instrument. 
Printre contemporani Anthony Phillips, primul chitarist al trupei Genesis a folosit dintotdeauna foarte mult acest instrument. Albumul sau Twelve este alcatuit în întregime doar cu o chitara cu 12 corzi.

## Construcția
Din punct de vedere al alcătuirii chitara cu 12 corzi este aproape identică cu chitara traditională: fac exceptie capul si cordarul care trebuie sa gazduiasca un numar mai mare de corzi. Chitara e prevazută cu o truss rod introdusă in interiorul gâtului chitarei care trebuind să aibă o actiune contrastantă aproape dublă, e alcatuită intr-o bara sau chiar două .

## Acordajul
Acordajul, plecând de la cele mai subtiri corzi ( Mi / E ) este următorul: 
| Nr. | Coarda                                      |
| --- | ------------------------------------------- |
| 1   | corda Mi/E                                  |
| 2   | corda Mi/E                                  |
| 3   | corda Si/B                                  |
| 4   | corda Si/B                                  |
| 5   | corda Sol/G                                 |
| 6   | corda Sol/G (acordată la octava superioară) |
| 7   | corda Re/D                                  |
| 8   | corda Re/D (acordată la octava superioară)  |
| 9   | corda La/A                                  |
| 10  | corda La/A (acordată la octava superioară)  |
| 11  | corda Mi/E                                  |
| 12  | corda Mi/E (acordată la octava superioară)  |